# Сибила фон Юлих-Клеве-Берг (1557 – 1627)
Сибила фон Юлих-Клеве-Берг (на немски: Sibylle (Sibille, Sibylla) von Jülich-Kleve-Berg; * 26 август 1557, Клеве; † 1628, Гюнцбург) е принцеса от Юлих-Клеве-Берг и чрез женитба маркграфиня на Бургау в Бохемия.

## Живот
Дъщеря е на херцог Вилхелм V „Богатия“ от Юлих-Клеве-Берг (1516 – 1592)  и втората му съпруга ерцхерцогиня Мария Австрийска (1531 – 1581), дъщеря на император Франц I, племенница на император Карл V.
Сибила се омъжва през 1601 г. за нейния братовчед маркграф Карл фон Бургау (1560 – 1618) от фамилията Хабсбург. Той е внук на император Фердинанд I и племенник на император Максимилиан II. Бракът е бездетен. Двамата се настаняват през 1610 г. в резиденцията в Гюнцбург. През 1615/1616 г. нейният съпруг основава капуцински манастир в Гюнцбург. Тя помага на музиката. Двамата са погребани в капуцинската църква на Гюнцбург.